# Saint-Sauveur-la-Vallée

Saint-Sauveur-la-Vallée este o comună în departamentul Lot din sudul Franței. În 2009 avea o populație de 53 de locuitori.

## Evoluția populației
| An        | 1975 | 1982 | 1990 | 1999 | 2006 | 2009 |
| --------- | ---- | ---- | ---- | ---- | ---- | ---- |
| Populație | 77   | 68   | 46   | 39   | 53   | 53   |